# Köln románkori emlékei

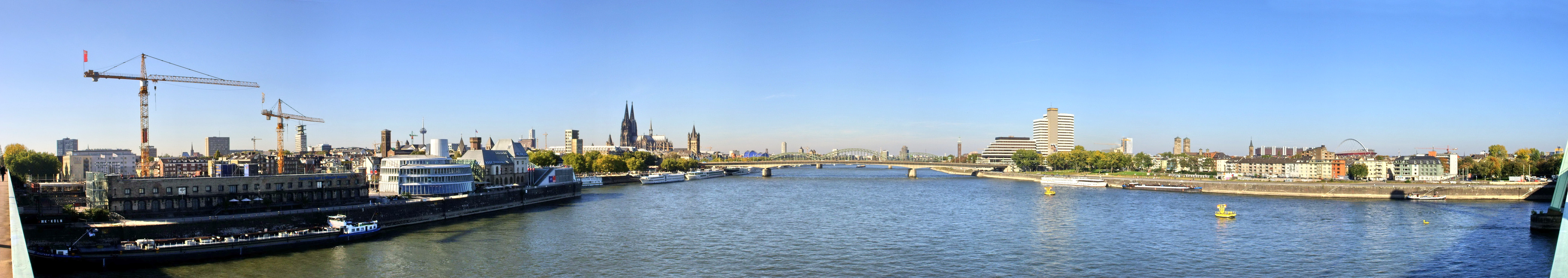

A 10. században, Németország területén a román stílusú építészet a karoling művészetből alakult ki. A Karoling-kor művészetet Kis Pipin fia Nagy Károly fejlesztette ki a 8. században, amellett, hogy az egyházat megreformálta, újjáformálta, 800–ban Rómában császárrá koronázták, ezzel együtt a római kultúrát és művészetet próbálta visszahozni.  
Nagyszabású építési tevékenységbe kezdett, ezt elsősorban székhelyén Aachenben alakította ki, palotaegyütteseket alakított ki, ezek az épületek főleg római, és bizánci példák alapján készültek el. 
Ahol korábban bazilikát építettek, most már az épületek mindkét végén kereszthajót alakítottak ki, ezt apszissal zárták le. A kereszthajó és a főhajó metszeténél a négyezeti résznél pedig négyezeti tornyot, a kereszthajó két oldalán pedig egy – egy lépcsőtornyot építettek. Ezt a kultúrát sokan karoling reneszánsznak is nevezik, mivel ez a középkor egyik kiemelkedő változásai közé tartozik. Ez főleg a 9. században virágzott, a normannok támadásával ért véget. A Birodalom feloszlása után, 843–ban, a karoling építészet megoldásait felhasználva egy új stílus alakult ki ami a románkori stílus, ami uralkodóvá válik viszonylag minden térségben. 
Németország területén a 10. század második felétől a szász császárok bel- és külföldi hatalmának megerősödése végett, a német – római császárság kialakításával nagyszabású építkezésbe kezdtek. A korai román stílus az Otto–kori építkezésekkel kezdődött el. A templomok általában háromhajós, kétkeresztházas, síkmennyezetes és két szentéllyel rendelkeztek, vagy karoling hatás miatt uralkodói karzatot magába foglaló nyugati építmény is megjelent. Ennek a jelentősége a váltakozó támváltás, ami abból tevődött össze, hogy a pillérek és az oszlopokból felváltva jelentek meg támasztékként. Így a 11. században ezek a egyházi épületek főleg a Rajna vidékén alakultak ki. Ezek főleg kétszentélyes megoldásúak, eleinte nyitott fedészekkel, később ezeket beboltozták. Köln városában több ilyen templomot készítettek el ilyenek például a Szent András-templom, Szent Apostolok-templom, Szent Cecília-templom, Szent György-templom, Szent Gereon-templom, Szent Maria in Kapitol, Saint Panteleon.